# Basílica de Santa Maria Major
|  | «Santa Maria la Major» redirigeix aquí. Vegeu-ne altres significats a «Santa Maria la Major (desambiguació)». |

La Basílica de Santa Maria Major (en italià Basilica di Santa Maria Maggiore, també coneguda com a Basilica di Santa Maria della Neve i Basilica Liberiana) és una antiga basílica catòlica de Roma, anomenada així perquè era la més gran de les vuitanta esglésies que estaven dedicades a la Mare de Déu. El sobrenom de Basílica Liberiana li ve donat en honor del papa Liberi, ja que s'identifica amb la basílica profana que aquest devia cristianitzar, al segle iv, segons una llegenda per commemorar el miracle d'una nevada el mes d'agost; d'aquí l'altre sobrenom de Santa Maria de la Neu.
Juntament amb Sant Joan del Laterà, Sant Pere del Vaticà i Sant Pau Extramurs, és una de les quatre basíliques majors de la ciutat i, juntament amb Sant Llorenç Extramurs, una de les cinc basíliques patriarcals associades a la Pentarquia. Construïda sobre un temple pagà de Cíbele, Santa Maria Major és (juntament amb Santa Sabina, una mica posterior) l'única església romana que conserva la planta estrictament basilical i l'estructura d'arquitectura paleocristiana primitiva. L'alçat, en canvi, no es manté en el seu estat original a causa dels diversos projectes de construcció addicionals (gairebé tots intentant imitar l'estil primitiu) i els danys del terratrèmol de 1348.
El nom de l'església reflecteix dues idees de grandesa, d'una banda la d'una basílica major en oposició a una basílica menor, i també la de la Verge Maria, com a veritable Mare de Déu. En grec aquesta doctrina és coneguda com a theótokos (literalment, 'mare de déu'), i fou oficialment adoptada al Concili d'Efes l'any 431. La basílica de Santa Maria Major és el lloc més gran i important dels dedicats a Roma al culte marià.
Després que el papat d'Avinyó acabés formalment i els papes tornessin a Roma, la basílica de Santa Maria Major es va convertir temporalment en palau papal a causa de l'estat de deterioració en què es trobava el palau del Laterà. La residència papal es va traslladar posteriorment al palau del Vaticà, en el que actualment és la Ciutat del Vaticà.
L'organista titular de Santa Maria Major ha estat durant molts anys el músic igualadí Joan Paradell i Solé.

## Arxiprestes de la Basílica de Santa Maria Major
- Matteo (1153 - 1166)
- Paolo Scolari (1176 - ?)
- Cardenal Rolando Paparoni (1187 - 1189 ?)
- Cardenal Pietro Capocci (1225 ? - ?)
- Cardenal Ottobono Fieschi (1259 - 1276)
- Cardenal Giacomo Colonna (1278 - 1297)
- Cardenal Francesco Napoleone Orsini (1297 - 1312)
- Cardenal Giacomo Colonna (1312 - 1318)
- Cardenal Pietro Colonna (1318 - 1326)
- Cardenal Niccolò Capocci (1351 ? - ?)
- Cardenal Pierre Roger de Beaufort (1368 - 1370)
- Cardenal Marino del Giudice (1383 - 1386)
- Cardenal Marino Vulcano (1385 - 1394)
- Cardenal Stefano Palosti de Verayneris (1390 – 1396)
- Cardenal Enrico Minutolo (1396 - 1412)
- Cardenal Rinaldo Brancaccio (1412 – 1427)
- Pseudocardenal Francesco Lando (1427 – 1427)
- Cardenal Jean de la Rochetaillée (1428 – 1437)
- Cardenal Antonio Casini (1437 – 1439)
- Cardenal Giovanni Maria Vitelleschi (1439 – 1440)
- Cardenal Niccolò Albergati (1440 - 1443)
- Cardenal Guillaume d'Estouteville (1443 - ?)
- Cardenal Prospero Colonna (1462 - 1463)
- Cardenal Giuliano della Rovere (1477 – 1483)
- Cardenal Roderic de Borja (1483 – 1492)
- Cardenal Giovanni Battista Savelli (1492 – 1498)
- Cardenal Giovanni Battista Orsini (1498 – 1502)
- Cardenal Giuliano Cesarini (1503 – 1510)
- Cardenal Pere Lluís de Borja-Llançol de Romaní i de Montcada (1510 – 1511)
- Cardenal Francesc de Remolins i Pardines (1511 – 1518)
- Cardenal Robert Guibé (1511 – 1513)
- Cardenal Leonardo Grosso della Rovere (1518 – 1520)
- Cardenal Andrea della Valle (1520 - 1534)
- Cardenal Paolo Emilio Cesi (1534 - 1537)
- Cardenal Alessandro Farnese (1537 - 1543)
- Cardenal Giovanni Domenico De Cupis (1549 ? – 1553)
- Cardenal Guido Ascanio Sforza di Santa Fiora (1553 – 1564)
- Cardenal Carlo Borromeo (1564 – 1572)
- Cardenal Alessandro Sforza di Santa Fiora (1573 ? - 1581)
- Cardenal Filippo Boncompagni (1581 – 1586)
- Cardenal Decio Azzolino (1586 ? – 1587)
- Cardenal Domenico Pinelli (1587 ? – 1611)
- Cardenal Michelangelo Tonti (1611 – 1622)
- Cardenal Giambattista Leni (1622 – 1627)
- Cardenal Giovanni Garzia Mellini (1627 – 1629)
- Cardenal Francesco Barberini (1629 - 1630)
- Cardenal Antonio Barberini (1630 – 1671)
- Cardenal Giacomo Rospigliosi (1671 – 1684)
- Cardenal Felice Rospigliosi (1686 ? – 1688)
- Cardenal Philip Thomas Howard (1689 – 1694)
- Cardenal Benedetto Pamphilj (1694 – 1699)
- Cardenal Jacopo Antonio Morigia (1699 – 1701)
- Cardenal Pietro Ottoboni (1702 – 1730)
- Cardenal Lodovico Pico della Mirandola (1730 - 1743)
- Cardenal Girolamo Colonna di Sciarra (1743 – 1763)
- Cardenal Marcantonio Colonna (1763 – 1793)
- Cardenal Giovanni Francesco Albani (1793 - 1803)
- Cardenal Antonio Despuig y Dameto (1803 – 1813)
- Cardenal Giovanni Filippo Gallarati Scotti (1814 – 1819)
- Cardenal Antonio Maria Doria Pamphilj (1819 – 1821)
- Cardenal Annibale Francesco Clemente Melchiorre Girolamo Nicola della Genga (1821 – 1823)
- Cardenal Benedetto Naro (1824 – 1832)
- Cardenal Carlo Odescalchi (1832 – 1834)
- Cardenal Giuseppe Antonio Sala (1838 – 1839)
- Cardenal Luigi Del Drago (1839 – 1845)
- Cardenal Costantino Patrizi Naro (1845 – 1867)
- Cardenal Luigi Amat di San Filippo e Sorso (1867 - 1878)
- Cardenal Gustav Adolf von Hohenlohe-Schillingsfürst (1878 – 1896)
- Cardenal Vincenzo Vannutelli (1896 – 1930)
- Cardenal Bonaventura Cerretti (1930 – 1933)
- Cardenal Angelo Maria Dolci (1933 – 1939)
- Cardenal Alessandro Verde (1939 – 1958)
- Cardenal Carlo Confalonieri (1959 – 1973)
- Cardenal Luigi Dadaglio (1986 – 1990)
- Cardenal Ugo Poletti (1991 – 1997)
- Cardenal Carlo Furno (1997 – 2004)
- Cardenal Bernard Francis Law (2004 – 2011)
- Cardenal Santos Abril y Castelló (2011 – 2016)
- Cardenal Stanisław Ryłko (2016 –)